# Combustível fóssil
Combustíveis fósseis são combustíveis formados por meio de processos naturais, como a decomposição de organismos mortos soterrados . Os combustíveis fósseis contêm alta quantidade de carbono, usados para alimentar a combustão. São usados como combustíveis, o carvão mineral, gás natural e o petróleo.
A Administração de Informação de Energia (do Vaz) estima que em 2007 as fontes primárias de energia se consistiam em petróleo (36,0%), carvão mineral (27,4%), gás natural (23,0%), acumulando um total de 86,4% como principais fontes de energia primária no mundo. Outras fontes de energia, em 2006, incluem a energia hidroelétrica (6,3%) e a energia nuclear (8,5%). O consumo de energia mundial foi e está crescendo 2,3% ao ano.
Os combustíveis fósseis são recursos não-renováveis, pois levam milhões de anos para se formarem, e as reservas desses combustíveis estão a  esgotar-se, já que o consumo é maior que a produção. A queima de combustíveis fósseis produz cerca de 21,3 bilhões de toneladas de dióxido de carbono anualmente, e metade dessa produção atinge a atmosfera, já que os processos naturais só conseguem absorver metade dessa quantidade. A produção e uso dos combustíveis fósseis é a principal causa do aquecimento global e gera significativa poluição de vários tipos, com amplas repercussões negativas sobre o ambiente, a sociedade, a economia e a saúde humana.

## Origens
O petróleo, o gás natural e o carvão mineral são formados pela decomposição de organismos. A teoria biogênica do petróleo sugere que o petróleo extraído da crosta terrestre teria origem comum ao carvão mineral, já que ele também é encontrado soterrado, tendo sido gerados em função do efeito de fossilização de animais e plantas, provocado pela ação de pressão e temperatura muito altas geradas há milhões de anos no processo de soterramento de material orgânico que por algum motivo não entrou na cadeia alimentar antes ou quando foi enterrado.
A teoria abiogênica (origem inorgânica do petróleo), por outro lado, defende que os hidrocarbonetos foram formados juntos com a Terra, no processo de acreção planetária.

## Os combustíveis fósseis são recursos naturais não renováveis
Os combustíveis fósseis são possivelmente formados pela decomposição de matéria orgânica, através de um processo que leva milhares de anos. E por este motivo, não são renováveis ao longo da escala de tempo humana, ainda que ao longo de uma escala de tempo geológica esses combustíveis continuam a ser formados pela natureza. O carvão mineral, os derivados do petróleo (tais como a gasolina, óleo diesel, óleo combustível, o GLP - ou gás de cozinha -, entre outros) e ainda, o gás natural, são os combustíveis fósseis mais utilizados e mais conhecidos.
O carvão mineral pôs em movimento, durante décadas, veículos como as locomotivas, chamadas no Brasil de "Marias-fumaça" e navios a vapor. Atualmente, o carvão mineral garante o funcionamento de usinas termoelétricas.
Um grande problema desses combustíveis é o fato de serem finitos, o que faz com que a dependência energética a partir deles seja um problema quando esses recursos acabarem, embora de acordo com as teorias abiogênicas os combustíveis minerais são muito abundantes. Por isso o interesse em energias renováveis é crescente. Outro problema é que, com a queima de combustíveis minerais, são produzidos gases que produzem o efeito estufa, como o gás carbônico e libertados metais pesados, como por exemplo o mercúrio.

## Importância

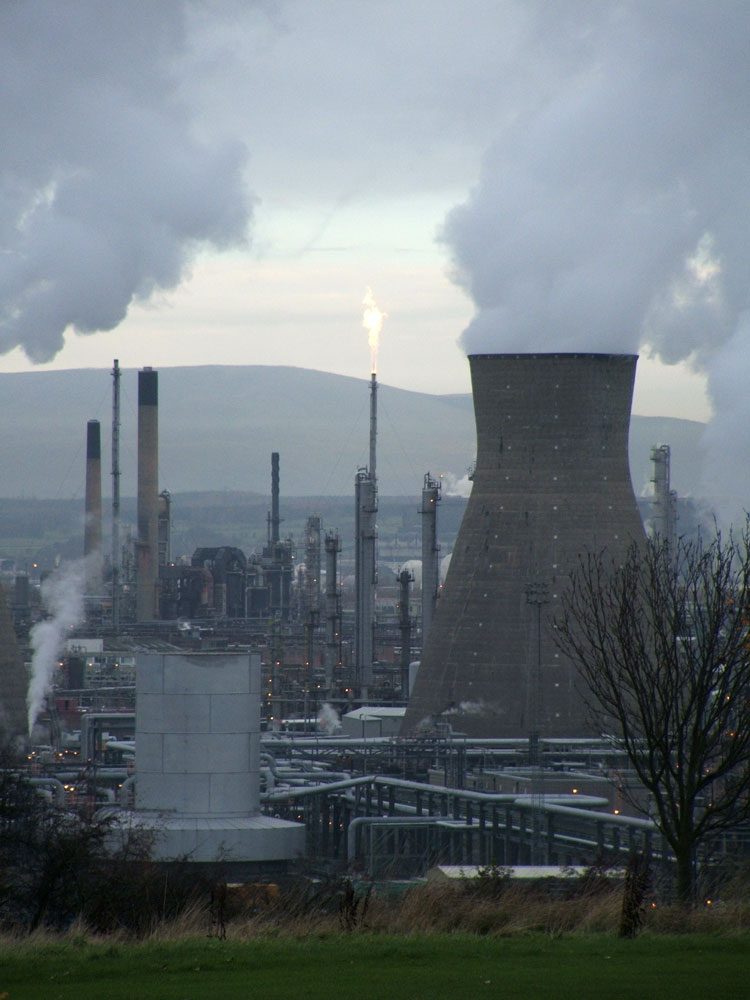
Uma refinaria petroquímica em Grangemouth, Escócia, Reino Unido

Os combustíveis fósseis são de grande importância, pois eles podem ser queimados (oxidação para dióxido de carbono e água), produzindo quantidades significativas de energia por unidade de peso. O uso do carvão como combustível é anterior à história registada. O carvão foi usado para alimentar fornos para a fusão de minério de metal. Hidrocarbonetos semi-sólidos encontrados em fendas também foram queimados nos tempos antigos, mas esses materiais foram usados principalmente para impermeabilização e embalsamamento.
A exploração comercial do petróleo, em grande parte como um substituto para os óleos de origem animal (particularmente óleo de baleia), para uso em lâmpadas de óleo, começou no século XIX.
O gás natural, outrora queimado como um subproduto desnecessário na produção de petróleo, agora é considerado um recurso muito valioso.
O petróleo bruto pesado, que é muito mais viscoso do que o petróleo bruto convencional, e a areia betuminosa, onde o betume é encontrado misturado com areia e argila, são cada vez mais importantes como fontes de combustível fóssil. O xisto betuminoso e materiais semelhantes são rochas sedimentares que contêm querogênio, uma mistura complexa de compostos orgânicos de alto peso molecular, que produzem combustível sintético quando aquecidos (pirolisados), como o petróleo de xisto. Estes materiais ainda deverão ser explorados comercialmente. Estes combustíveis podem ser empregados em motores de combustão interna, usinas de combustíveis fósseis e outros usos.
Antes da segunda metade do século XVIII, moinhos de vento e de água forneciam a energia necessária para indústrias tais como moer farinha, serrar madeira ou bombear água, e a queima de madeira ou turfa fornecia calor interno. O uso em larga escala de combustíveis fósseis, inicialmente o carvão e depois o petróleo, para fazer funcionar o motor a vapor permitiu a Revolução Industrial. Ao mesmo tempo, a iluminação a gás usando o gás natural ou gás de cidade começava a ter ampla utilização. A invenção do motor de combustão interna e seu uso em automóveis e caminhões aumentou muito a procura de gasolina e óleo diesel, ambos feitos a partir de combustíveis fósseis. Outras formas de transporte, por ferrovias e aeronaves, também necessitam de combustíveis fósseis. O outro uso importante para os combustíveis fósseis está na geração de eletricidade e como matéria-prima para a indústria petroquímica. O alcatrão, uma sobra de extração de petróleo, é usado na construção de estradas.

### Economia dos combustíveis fósseis
Os preços dos combustíveis fósseis sobe em proporcionalidade inversa à sua quantidade disponível para venda, ou seja, quanto mais escasseiam, mais elevado é o seu preço. A economia mundial está tão dependente deles que o simples aumento do preço do barril de petróleo (que é o mais explorado para fins energéticos) influencia fortemente as bolsas de valores.
O aumento do controle e do uso, por parte do ser humano, da energia contida nesses combustíveis fósseis foi determinante para as transformações econômicas, sociais, tecnológicas - e, infelizmente, ambientais e políticos - que vêm ocorrendo desde a Revolução Industrial.
Pelo aumento do preço dos combustíveis fósseis e da poluição ambiental, o mundo está a procurar soluções energéticas alternativas (como os biocombustíveis, a eletricidade e o hidrogênio). Até 2020 a União Europeia prevê aumentar para 10% a percentagem de energias renováveis utilizadas nos transportes rodoviários.

## Reservas
Os níveis de fontes primárias de energia são as reservas abaixo do solo. A parte mais importante de fontes de energia primária são os combustíveis fósseis à base de carbono. Carvão, petróleo e gás natural promoveram 79,6% de energia primária no mundo em 2002.
Dados de reservas entre 2005-2006 no Brasil:
- Petróleo: 2 685,15 mil barris produzidos por dia entre 1980-2012. -36,47 mil barris de petróleo líquido exportados por dia entre 1980-2012.
- Gás natural: 514,89 bilhões de pés cúbicos produzidos entre 1980-2012. 884,99 bilhões de pés cúbicos consumidos entre 1980-2012. -370,10 bilhões de pés cúbicos importados/exportados entre 1990-2012.
- Carvão: 6 005 milhões de toneladas curtas produzidas entre 1980-2012. 27,570 milhões de toneladas curtas consumidas entre 1980-2012. -19,522 milhões de toneladas curtas exportadas/importadas entre 1980-2011.[10]

## Consequências e danos ambientais
Os Estados Unidos detêm apenas 5% da população mundial, mas devido a grandes casas e da frota de automóveis, queima mais de um quarto da oferta mundial de combustíveis fósseis. Nos EUA, mais de 90% de sua poluição atmosférica é derivado da queima de combustíveis fósseis, que libera gases poluentes, como óxido de nitrogênio, dióxido de enxofre e metais pesados.
Dentre as consequências ambientais do processo de industrialização e do inerente e progressivo consumo de combustíveis fósseis - leia-se energia -, destaca-se o aumento da contaminação do ar por gases e material particulado, provenientes da queima destes combustíveis, gerando uma série de impactos locais sobre a saúde humana. Outros gases causam impactos em regiões diferentes dos pontos a partir dos quais são emitidos, como é o caso da chuva ácida.
O aquecimento global é um outro problema ambiental, porém bastante mais complexo e que traz consequências nefastas de ampla escala e longa duração. Este problema vem sendo causado por vários fatores combinados, entre eles, principalmente a produção e uso de combustíveis fósseis, que desencadeiam a emissão de gases que produzem o efeito estufa. Estes gases permitem a entrada da luz solar, mas impedem que parte do calor gerado durante a irradiação volte para o espaço. Este processo de aprisionamento do calor é análogo ao que ocorre em uma estufa - daí o nome atribuído a esse fenômeno e também aos gases que possuem essa propriedade de aprisionamento parcial de calor, chamados de gases do efeito estufa (GEE), dentre os quais destaca-se o dióxido de carbono (CO2).
O aquecimento global é a principal ameaça ao meio ambiente da atualidade. É um consenso na comunidade científica que se não for combatido a tempo, inevitavelmente produzirá efeitos catastróficos em todos os níveis de atividade humana, deve causar uma extinção maciça de espécies selvagens, desestruturando todos os ecossistemas do planeta, e deve gerar alterações significativas em todos os sistemas e ciclos físico-químico-geológicos, como mudanças nas zonas climáticas, subida do nível do mar, acidificação dos oceanos, mudanças na dinâmica energética do planeta e no ciclo do carbono e outros componentes químicos, mudanças no padrão de chuvas e monções, declínio acentuado na produção de alimentos, graves perdas econômicas, aumento da fome, da pobreza, da incidência de doenças e dos riscos de conflitos entre as nações, entre muitos outros impactos.
Os combustíveis fósseis contribuíram para alavancar um exuberante desenvolvimento da sociedade nos dois últimos séculos, mas também são causa de múltiplos efeitos negativos que não haviam sido previstos, e que no futuro próximo devem suplantar largamente os benefícios. Por isso, já se considera um imperativo que eles sejam abandonados rapidamente em favor de fontes limpas e renováveis de energia, que promovam um desenvolvimento sustentável.